# Lexicologie
Ne doit pas être confondu avec Lexicographie.
La lexicologie est la discipline de la linguistique consacrée à l'étude des mots. Elle s'intéresse à leur nature, à leur étymologie mais aussi aux relations systémiques (notamment sémantiques) qui les caractérisent.
Spécifiquement, c'est l'étude de la signification des unités qui constituent le lexique d'une langue. Le lexique contient tous les lexèmes (une unité de sens et son qui relie les formes différentes) d’une langue qu’on connaît ou qui apparaissent dans un dictionnaire. L'étude comprendrait leur nature et leur fonction comme symbole, leur signification, la relation de leur sens à l'épistémologie en général et les règles de leur composition à partir d'éléments plus petits (morphèmes et phonèmes). Cela impliquerait également des relations entre les mots, pouvant par exemple concerner la sémantique (l'amour et affection) la dérivation (exactement et inexactement) ou la distinction sociolinguistique (chair et viande). En bref, cela pourrait impliquer tous les processus impliqués dans l'analyse de l'ensemble du lexique d'une langue spécifique.
Le terme a été inventé dans les années 1970. Auparavant, il existait déjà des lexicologues, mais pas officiellement. La lexicologie informatique est un domaine connexe (au même titre que la linguistique informatique est liée à la linguistique) qui traite de l’étude informatique des dictionnaires et de leur contenu.
Une discipline apparentée à la lexicologie est la lexicographie : elle étudie les mots, mais en relation avec les dictionnaires et plus précisément, l'inclusion des mots dans les dictionnaires. Parfois, la lexicographie est considérée comme une partie ou une branche de la lexicologie. La différence entre lexicologie et lexicographie peut être considérée comme une différence entre la théorie et la pratique.
L'approche structuraliste décompose les unités en sèmes et pratique l'analyse componentielle (ou sémique), c'est-à-dire l'analyse des unités de sens. La lexicométrie, ou statistique lexicale est l'étude quantitative du vocabulaire.

## Sémantique lexicale

### Domaine
Il existe de nombreux types de relations sémantiques entre les mots, par exemple, l'homonymie. La sémantique invoquée spécifiquement en lexicologie s'appelle la sémantique lexicale. La sémantique lexicale est différente de la sémantique d'unités plus grandes (phrases, phrases et textes complets (ou discours)). Cela n'implique pas le même degré de complexité que la sémantique compositionnelle ; cependant, la notion de « mot » peut être extrêmement complexe, en particulier dans les langues agglutinantes.
Différents champs d’études, mais toujours liés à la linguistique, incluent d'autres formes de sémantique, comme la sémantique culturelle et la sémantique informatique. La sémantique de calcul peut faire référence à la lexicologie computationnelle ou à la logique mathématique.

## Approches conceptuelles
De par son nom, elle semble consister en l'étude du lexique d'une langue. Le concept de lexique, ensemble virtuel de tous les mots d'une langue, oriente la lexicologie dans une direction qu'exprime bien la définition de Ferdinand de Saussure quand il parle de « la lexicologie ou science des mots », avant de préciser que la lexicologie étudie les mots « tels qu'ils sont enregistrés dans le dictionnaire ».
Au concept de lexique, les lexicologues préfèrent la réalité des vocabulaires. De ce point de vue, la définition donnée par Georges Matoré : « étude analytique des faits de vocabulaire », ramène en quelque sorte la lexicologie dans le champ des usages réels, dans la contingence des pratiques linguistiques ordinaires. C'est ce que montrent bien les grandes thèses de lexicologie citées en bibliographie.
C'est ce que montre aussi le programme de recherche exprimé par Robert-Léon Wagner : « Comprendre comment et pourquoi — les deux questions sont solidaires — dans un domaine du lexique donné, à une époque donnée, un mot remplit les fonctions qu'on attend de lui ».
Étude des vocabulaires, la lexicologie croise donc l'ensemble de la langue, les interlocuteurs, les sociétés et leurs histoires respectives. Comme l'écrit Roland Eluerd : « Une telle complexité, qui ne peut être enfermée dans des structures trop formelles, relève de l'usage au sens où l'entendent Peirce et Wittgenstein ». La question « Comment parlons-nous ? » est inséparable de la question : « De quoi parlons-nous ? »

## Structuration lexicologique
Dans ce cadre, deux versants apparaissent. D'un côté la structuration en partie formalisable des unités étudiées par la phonologie, la morphologie et la sémantique lexicales. Pour cette dernière, le travail de systématisation porte sur les combinatoires syntagmatiques et paradigmatiques dont participent l'homonymie, la polysémie et la monosémie, la superordination (hyperonymie et hyponymie), la synonymie et l'antonymie,.

## Description lexicologique
L'autre versant, intrinsèquement rebelle à toute systématisation ou formalisation est celui de la description des occurrences ordinaires et attestées (ce point est capital) dans leurs dimensions historiques et sociales, anthropologiques et individuelles.

## Champs d'étude
Ce travail commence à peine. Des champs entiers des vocabulaires d'hier et d'aujourd'hui restent sans études sérieuses. Si cela conduisait à croire qu'on n'y avancera qu'avec prudence parce que les usages réels nous échappent encore, il y aurait peu de risques. Mais l'idée qui prévaut généralement est qu'on comprend bien les mots employés, et cette idée ouvre la voie à tous les contre-sens.[réf. nécessaire] Dans ce travail, la lexicologie dispose d'un horizon largement commun avec les historiens qui donnent à l'échange langagier sa dimension collective et recoupent ainsi la prise en compte de l'usage (Régine Robin, Jacques Guilhaumou, Denise Maldidier).